# Gollenberg
Gollenberg é um município da Alemanha, situado no distrito de Havelland, no estado de Brandemburgo. Tem 30,48 km² de área, e sua população em 2019 foi estimada em 397 habitantes.